# 인천광역시청 소관 공직유관단체 목록
인천광역시청 소관 공직유관단체 목록은 인천광역시청의 공직유관단체에 대해 기술한다.

## 목록

### 체육회
- 인천광역시체육회
- 인천광역시장애인체육회

### 의료원
- 인천광역시의료원

### 공사·출자기업
- 인천도시공사
- 인천교통공사
- 인천관광공사
- 인천유시티
- 인천투자펀드
- 송도아메리칸타운

### 재단법인
- 인천경제산업정보테크노파크
- 인천신용보증재단
- 인천광역시여성가족재단
- 인천문화재단
- 인천발전연구원
- 인천글로벌캠퍼스운영재단
- 인천인재육성재단
- 인천광역시부평구문화재단
- 인천광역시서구문화재단
- 옹진군장학재단
- 인천광역시중구자원봉사센터
- 인천동구자원봉사센터
- 인천동구지역자활센터
- 인천광역시동구노인인력개발센터
- 연수구자원봉사센터
- 연수구노인인력개발센터
- 연수구노인복지관
- 청학노인문화센터
- 남동구자원봉사센터
- 남동구노인인력개발센터
- 만월종합사회복지관
- 만수종합사회복지관
- 논현종합사회복지관
- 남구자원봉사센터
- 남구노인인력개발센터
- 인천광역시부평구자원봉사센터
- 인천광역시부평구노인인력개발센터
- 계양구자원봉사센터
- 서구자원봉사센터
- 서구노인인력개발센터
- 연희노인문화센터
- 강화군자원봉사센터

### 시설관리공단
- 인천광역시시설관리공단
- 인천환경공단
- 인천광역시계양구시설관리공단
- 인천광역시남구시설관리공단
- 인천광역시남동구도시관리공단
- 인천광역시부평구시설관리공단
- 인천광역시서구시설관리공단
- 인천광역시중구시설관리공단
- 인천광역시강화군시설관리공단